# John Grunsfeld
John Mace Grunsfeld (Chicago, 10 oktober 1958) is een voormalig Amerikaans ruimtevaarder. Grunsfeld zijn eerste ruimtevlucht was STS-67 met de spaceshuttle Endeavour en vond plaats op 2 maart 1995.
Grunsfeld maakte deel uit van NASA Astronautengroep 14. Deze groep van 24 ruimtevaarders begon hun training in 1992 en had als bijnaam The Hogs.
In totaal heeft hij vijf ruimtevluchten op zijn naam staan. Tijdens zijn missies maakte hij acht ruimtewandelingen.